# Pugnus maesae
Pugnus maesae is een slakkensoort uit de familie van de Marginellidae. De wetenschappelijke naam van de soort is voor het eerst geldig gepubliceerd in 1972 door Roth.